# Oparanthus woodii
Oparanthus woodii ist eine Pflanzenart innerhalb der Familie der Korbblütler (Asteraceae). Sie kommt auf den im südlichen Pazifik gelegenen Marquesas endemisch vor.

## Beschreibung

### Vegetative Merkmale
Oparanthus woodii wächst als mäßig verzweigter Baum, der Wuchshöhen von 2 bis 5 Metern erreicht. Es werden häufig einige Stützwurzeln gebildet. Die Borke ist braun. Das Holz ist cremefarben. Die jungen Zweige weisen kurze Internodien auf.
Die kreuzgegenständig an den Zweigen angeordneten Laubblätter sind in einen Blattstiel und eine Blattspreite gegliedert. Der Blattstiel ist 3,5 bis 6 Zentimeter lang und ist an der Basis mit anderen Blattstielen verwachsen. Die einfache, dünnledrige Blattspreite ist bei einer Länge von 11 bis 23,1 Zentimetern sowie einer Breite von 3,5 bis 12,7 Zentimetern breit elliptisch bis breit elliptisch-verkehrt-eiförmig. Die Spreitenbasis läuft meist ungleichmäßig keilförmig zu, die Spreitenspitze ist abgerundet bis gestutzt und der Spreitenrand ist ganzrandig. Von jeder Seite des Blattmittelnervs zweigen mehrere Paare an Seitennerven ab. An der Blattunterseite findet man unbehaarte Domatien an den Verzweigungen der Blattnerven.

### Blütenstände und Blüten
Oparanthus woodii ist einhäusig getrenntgeschlechtig (monözisch) und die bekannte Blütezeit umfasst den Juni. Die endständigen, erst aufrechten und später hängenden, zymischen Gesamtblütenstände bestehen aus einem einzelnen körbchenförmigen Teilblütenstand. Der kräftige Blütenstandsschaft ist 0,3 bis 1,5 Zentimeter lang. Die Blütenkörbe weisen eine Höhe von 2,2 bis 3,5 Zentimetern und einen Durchmesser von 1,2 bis 1,6 Zentimetern auf. Im glockenförmigen Involucrum sind in zwei abgestuften Reihen die acht Hüllblätter angeordnet, welche bei einer Länge von 0,8 bis 1,3 Zentimetern breit-dreieckig sind. Der Körbchenboden ist konvex. Die Spreublätter der Zungenblüten sind 13 bis 14 Millimeter lang und die der Röhrenblüten 12 bis 13 Millimeter lang.
Die funktional eingeschlechtigen Blüten sind vierzählig mit doppelter Blütenhülle. Die Blütenkörbe enthalten etwa 18 bis 22 funktional weibliche Zungenblüten (= Strahlenblüten) in zwei abgestuften Reihen und rund 40 bis 50 oder auch mehr funktional männlicheRöhrenblüten (= Scheibenblüten). Die Kronblätter der Zungenblüten unterteilen sich in eine 0,75 bis 0,8 Zentimeter lange Kronröhre sowie eine 0,42 bis 0,45 Zentimeter lange Zunge, welche an ihrem oberen Ende zwei- bis dreilappig ist. Die Röhrenblüten haben eine 0,63 bis 0,66 Zentimeter lange Kronröhre sowie 0,44 bis 0,54 Zentimeter lange Kronlappen.

### Früchte und Samen
Die fruchtbaren Achänen, welche sich in den Zungenblüten bilden, sind bei einer Länge von 0,5 bis 0,6 Zentimetern elliptisch geformt und weisen zwei Flügel auf. Die rund 0,1 Zentimeter breiten Flügel reichen etwas über die Spitze der Achänen hinaus. Die 1 bis 1,1 Zentimeter langen, linealisch geformten Achänen, welche sich in den Röhrenblüten bilden, sind steril und weisen zwei Grannen auf.

## Vorkommen
Oparanthus woodii ist ein Endemit der zu den Marquesas gehörenden Insel Nuku Hiva. Das Verbreitungsgebiet umfasst dort nur die Schluchten der Ooumu-Region im oberen Tapueahu-Tal.
Oparanthus woodii gedeiht Höhenlagen von 1060 bis 1130 Metern. Oparanthus woodii wächst in mäßig feuchten bis feuchten Bergwäldern, meist an steilen Hängen und in Schluchten. In diesen Wäldern wachsen verschiedene Arten von Streifenfarnen (Asplenium), Rippenfarnen (Blechnum), Cyrtandra, Freycinetia, Hypolepis, Stechpalmen (Ilex), Melicope,  Eisenhölzern (Metrosideros) sowie Weinmannia.

## Systematik
Die Erstbeschreibung als Oparanthus woodii erfolgte 2011 durch Warren L. Wagner und David H. Lorence in PhytoKeys. Das Artepitheton woodii ehrt den Botaniker Kenneth R. Wood, welcher das Typusmaterial dieser Art gesammelt hat.